# Baia
|  | Per a altres significats, vegeu «Baiae». |

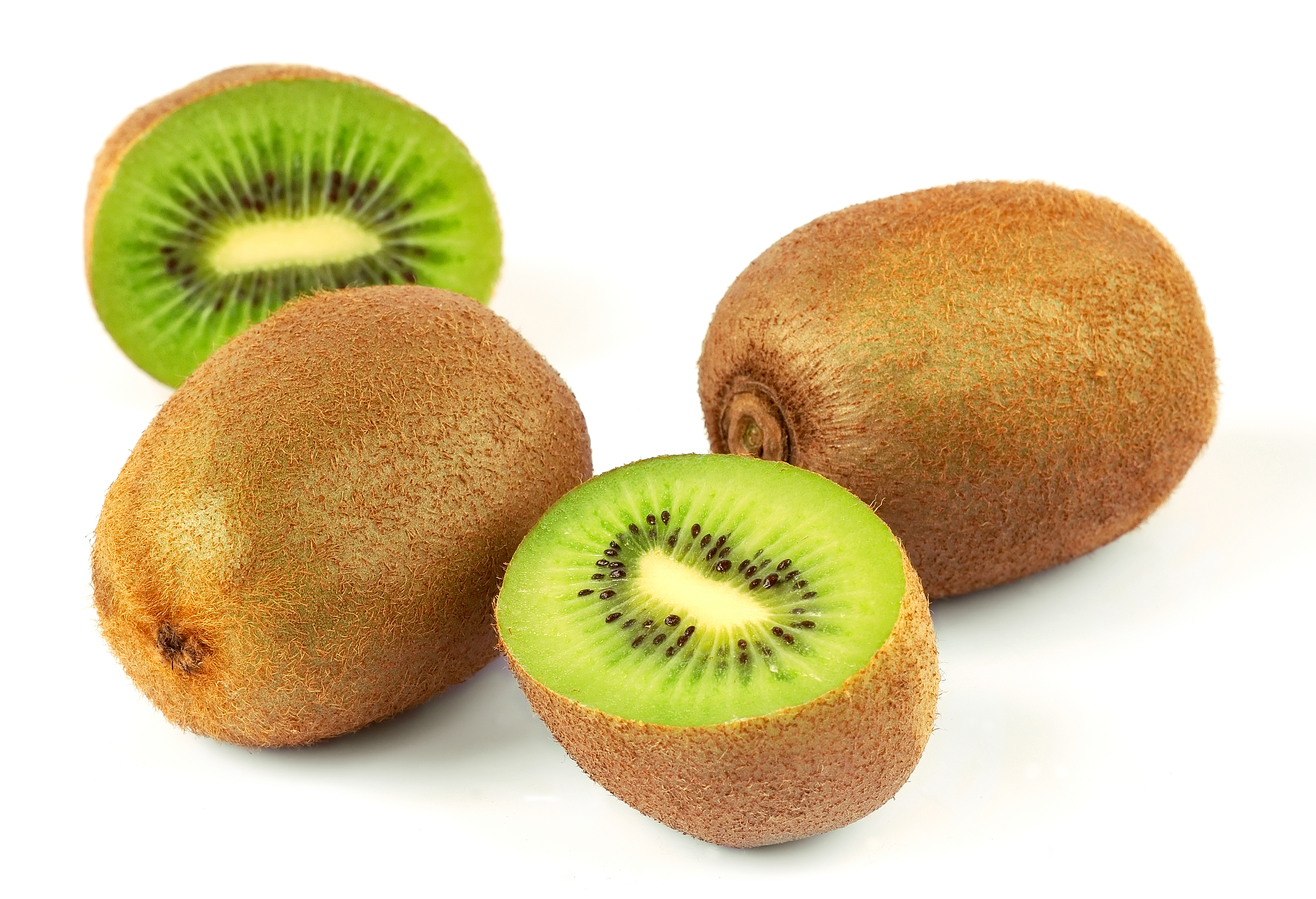
Kiwi, una baia derivada d'un ovari superior compost (molts carpel·lats).

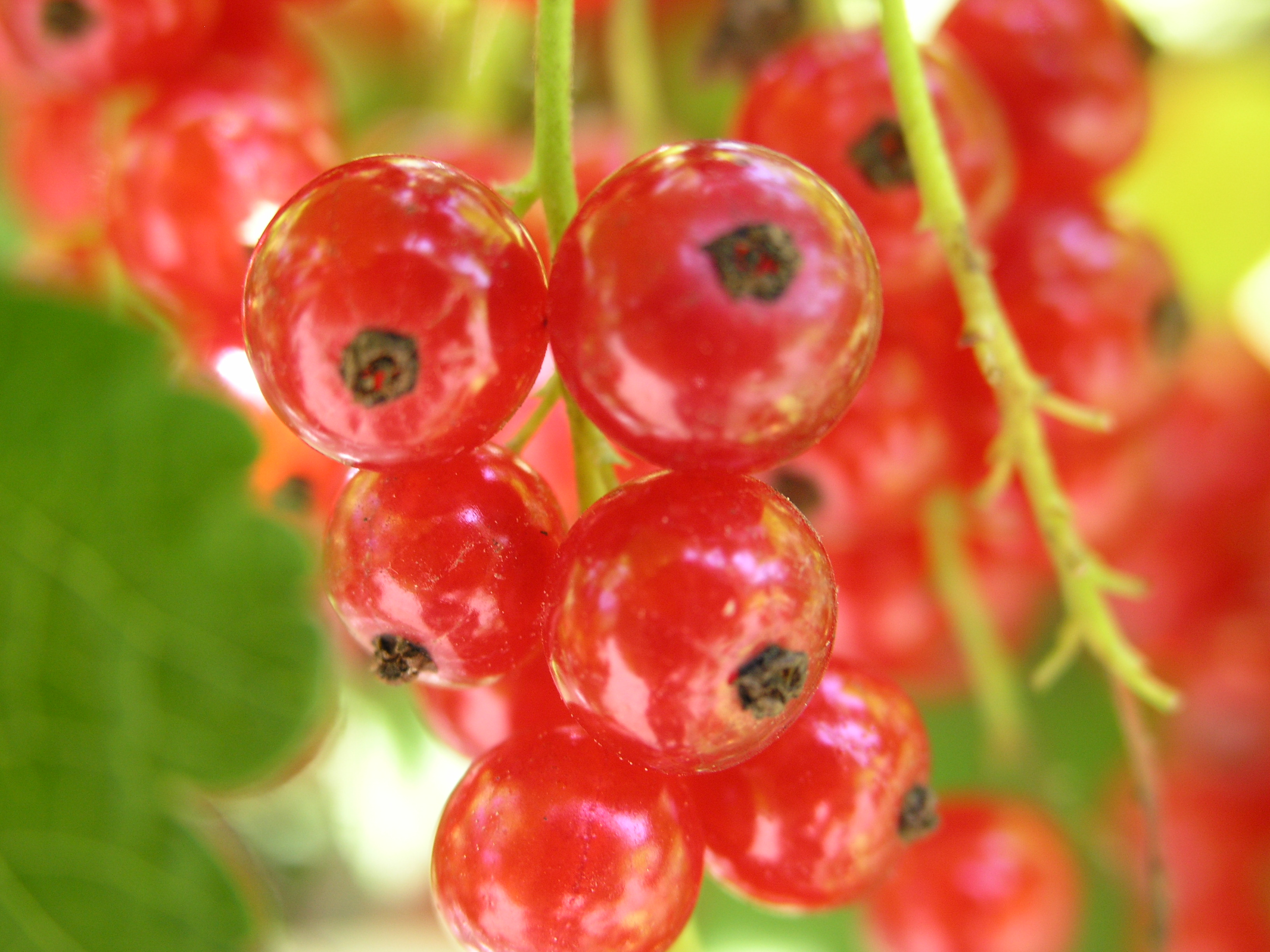
Groselles vermelles, un tipus de baia derivada d'un ovari inferior simple (un lòcul).

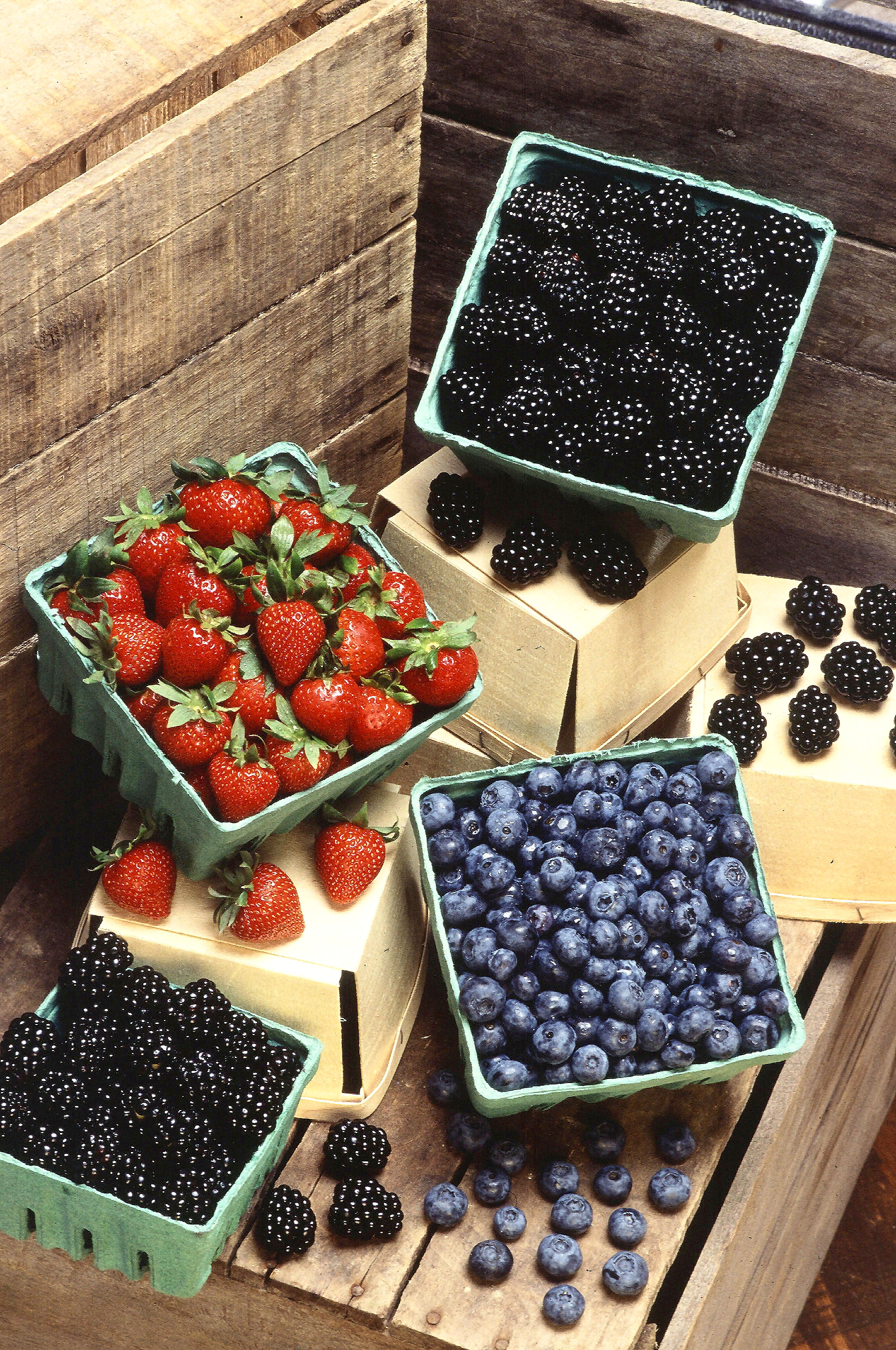
Hi ha moltes baies que es poden trobar al mercat, però només algunes són baies de veritat.

Una baia és un fruit indehiscent, monocarpel·lar o pluricarpel·lar, d'epicarpi prim i membranós i mesocarpi i endocarpi carnós. És el tipus més comú de fruita carnosa simple, en la qual la paret sencera de l'ovari madura, generalment, en un pericarpi comestible. L'ovari és sempre súper en aquestes flors, i tenen un o més carpels dins d'una coberta fina i un interior molt carnós. Exemples de baies són el raïm i el tomàquet, però moltes altres fruites comunes són 'baies vertaderes': l'alvocat, el caqui, l'albergínia, la guaiaba, i el pebre vermell, per exemple. Per contra, els cítrics, com la taronja i la llimona, no són baies malgrat que ho semblin, i es cataloguen dins els hesperidis.
En les espècies de plantes amb un ovari ínfer, el tub floral pot madurar juntament amb l'ovari i crear una fruita accessòria semblant que a vegades és anomenada baia falsa. S'inclouen en aquesta categoria el plàtan, la grosella, el nabiu, i molts fruits en pepònide, com el cogombre, la carbassa, la síndria i el meló, entre d'altres.
Moltes baies són petites, sucoses i d'un color brillant que es posa en contrast amb el seu fons per fer-les més visibles als animals, que les consumeixen i en dispersen les llavors de manera molt efectiva.
En les arts culinàries, el terme "baia" es refereix a les fruites petites i dolces; en aquest sentit, la maduixa és una baia i el tomàquet no ho és. Altres "baies culinàries" que no són baies botàniques són la grosella, la móra d'esbarzer, el gerd i la móra de morera.
Moltes baies són comestibles, però d'altres, com els fruits de la patata i la mortal solanàcula, són verinosos per als humans.
Es diu que una planta que dona baies és baccífera o baccata (un fruit que s'assembla a una baia, sigui en realitat una baia o no, també es pot anomenar "baccate").

## Baies botàniques
En llenguatge botànic, una baia és un fruit senzill que té llavors i polpa carnosa (el pericarpi) produïda a partir de l'ovari d'una sola flor. L'ovari pot ser inferior o superior. És indehiscent, és a dir, no té una "línia de debilitat" especial al llarg de la qual es divideix per alliberar les llavors quan estiguin madures. El pericarpi està dividit en tres capes. La capa externa s'anomena "exocarpi" o " epicarpi "; la capa mitjana, el " mesocarpi " o "sarcocarpi"; la capa interna, l'" endocarpi ". Els botànics no han aplicat aquests termes de manera coherent. L'exocarp i l'endocarp poden estar restringits a "pells" més o menys d'una sola capa o poden incloure teixits adjacents a ells; així, en una vista, l'exocarpi s'estén cap a dins fins a la capa de feixos vasculars ("venes"). La inconsistència en l'ús s'ha descrit com "una font de confusió". 
La naturalesa de l'endocarpi distingeix una baia d'una drupa, que té un endocarpi endurit o pedregós (vegeu també més avall). Els dos tipus de fruites s'intergraden, depenent de l'estat de l'endocarpi. Algunes fonts han intentat quantificar la diferència, per exemple, requerint que l'endocarpi sigui inferior a 2 mm de gruix en una baia.

### Alguns exemples de baies botàniques
- L'alvocat conté una sola llavor gran envoltada d'un endocarpi imperceptible.[5] Tanmateix, els alvocats també es classifiquen de vegades com a drupes.[6]
- Plàtan[7][8]
- Barberry (Berberis), raïm d'Oregon (Berberis aquifolium) i mayapple (Podophyllum spp.) (Berberidaceae)
- Madduixer (Arbutus unedo) (no confondre amb la maduixa (Fragaria), que és un fruit), raïm de gat (Arctostaphylos spp.), nabius (Vaccinium vitis-idaea, Vaccinium vitis-idaea, Empetrum spp.) (família Ericaceae)
- Baies de cafè (Rubiaceae)[9]
- Grosella (Ribes spp.; Grossulariaceae), tipus vermells, negres i blancs
- Albergínia, tomàquet, baies de goji (wolfberry) i altres espècies de la família de les solanàcies
- Saüc (Sambucus niger; Adoxaceae)
- Grosella de l'Índia (Phyllanthus emblica) (Phyllanthaceae)
- Garcinia gummi-gutta, Garcinia mangostana (mangostà) i Garcinia indica de la família Clusiaceae
- Sapodilla (Manilkara zapota), Sapotaceae:[10] 295
- Raïm, Vitis vinifera de la família Vitaceae
- Lligabosc: les baies d'algunes espècies són comestibles i s'anomenen baies de mel, però d'altres són verinoses (Lonicera spp.; Caprifoliaceae)
- Caqui (Ebenaceae):[10] 135
- Carbassa, cogombre i síndria de la família Cucurbitaceae:[10] 116

## Baies modificades

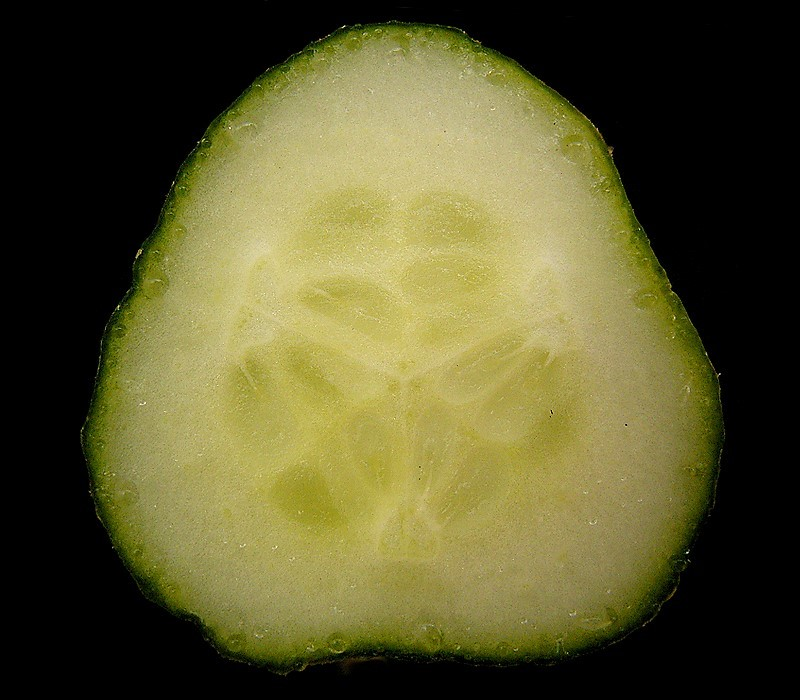
Secció transversal d'un pepo de cogombre (Cucumis sativus)

També es pot requerir que les "baies veritables" o "baccae" tinguin una pell exterior fina, que no s'autosuporti quan s'eliminen de la baia. Això distingeix, per exemple, una baia de Vaccinium o Solanum d'una amfisarca d'Adansonia (baobab), que té la pell seca, més rígida i autosuficient. El fruit dels cítrics, com la taronja, el kumquat i la llimona, és una baia amb una escorça gruixuda i un interior molt sucosa dividida en segments per septes, que rep el nom especial de " hesperidium ". També s'utilitza un terme especialitzat, pepo, per als fruits de la família de les carbassas, Cucurbitaceae, que es modifiquen per tenir una escorça externa dura, però que no estan dividides internament per septes. Els fruits de Passiflora (fruta de la passió) i Carica (papaya) també es consideren pepos.
Les baies que es desenvolupen a partir d'un ovari inferior de vegades s'anomenen baies epígines o baies falses, a diferència de les baies veritables, que es desenvolupen a partir d'un ovari superior. A les baies epígines, la baia inclou teixit derivat de parts de la flor a més de l'ovari. El tub floral, format a partir de la part basal dels sèpals, pètals i estams pot esdevenir carnós en la maduresa i s'uneix amb l'ovari per formar el fruit. Els fruits comuns que de vegades es classifiquen com a baies epígines inclouen plàtans, cafè, membres del gènere Vaccinium (per exemple, nabius i nabius) i membres de la família Cucurbitaceae (carabasses, cogombres, melons i síndries).

## Fruits semblants a baies
Moltes fruites conegudes habitualment com a baies no són baies reals segons la definició científica, però es troben en una de les categories següents:
Drupes
Les drupes es distingeixen de manera diferent de les baies botàniques. Les drupes són fruits carnosos produïts a partir d'un ovari (generalment) d'una sola llavor amb una capa llenyosa dura (anomenada endocarpi) que envolta la llavor. Alguns exemples coneguts inclouen les fruites d'os del gènere Prunus (préssecs, prunes i cireres), olives, coco, dàtils, bayberry i espècies de Persea . Algunes definicions fan de la mera presència d'un endocarp diferenciat internament la característica definitòria d'una drupa; altres qualifiquen la naturalesa de l'endocarp requerit en una drupa, per exemple, definint que les baies tenen un endocarp inferior a 2 mm de gruix. El terme "drupaci" s'utilitza per a fruites que tenen l'estructura i textura generals d'una drupa, sense que necessàriament compleixin la definició completa. Altres fruits semblants a drupes amb una sola llavor que no tenen l'endocarpi pedregós inclouen l'arç de mar (Hippophae rhamnoides, Elaeagnaceae), que és un aqueni, envoltat d'un hipanti inflat que proporciona la capa carnosa. Els fruits de les espècies Coffea es descriuen com a drupes o baies.

### Poms
Els fruits del pom produïts per les plantes de la subtribu Pyrinae de la família de les rosàcies, com les pomes i les peres, tenen una estructura (el nucli) en la qual el teixit dur separa clarament les llavors del pericarpi exterior més tou. Les pomes no són baies. Tanmateix, alguns dels pomes més petits de vegades es refereixen  com baies. Les pomes d'Amelanchier es tornen tan suaus en la maduresa que s'assemblen a un nabiu i es coneixen com Juneberries, Serviceberries o Saskatoon.

### Fruits agregats
Els fruits agregats o compostos contenen llavors de diferents ovaris d'una sola flor, amb els "fruits" individuals units a la maduresa per formar el fruit complet. Exemples de fruits agregats comunament anomenats "baies" inclouen membres del gènere Rubus, com ara la mora i el gerd. Botànicament, aquestes no són baies. Altres grans fruits agregats, com la guanábana (Annona muricata ), no s'acostumen a anomenar "baies", encara que algunes fonts sí que fan servir aquest terme.

### Múltiples fruites
Múltiples fruites no són baies botàniques. Els fruits múltiples són els fruits de dues o més flors múltiples que es fusionen o s'ajunten molt entre si. La morera és un exemple semblant a una baia de fruita múltiple; es desenvolupa a partir d'un grup de flors separades que es comprimeixen a mesura que es converteixen en fruit.

### Fruites complementàries
Els fruits accessoris no són baies botàniques. En els fruits accessoris, la part comestible no la genera l'ovari. Exemples semblants a baies:
- Maduixa: l'agregat no carnós d'aquenis semblants a llavors al seu exterior és en realitat el "fruit", derivat d'un agregat d'ovaris; la part carnosa es desenvolupa en canvi a partir del receptacle.
- Maduixa simulada (Duchesnea indica): estructurada com una maduixa.
- Raïm de mar (Coccoloba uvifera; Polygonaceae) - el fruit és una càpsula seca envoltada de calze carnós.

## Cons de llavors de coníferes semblants a baies

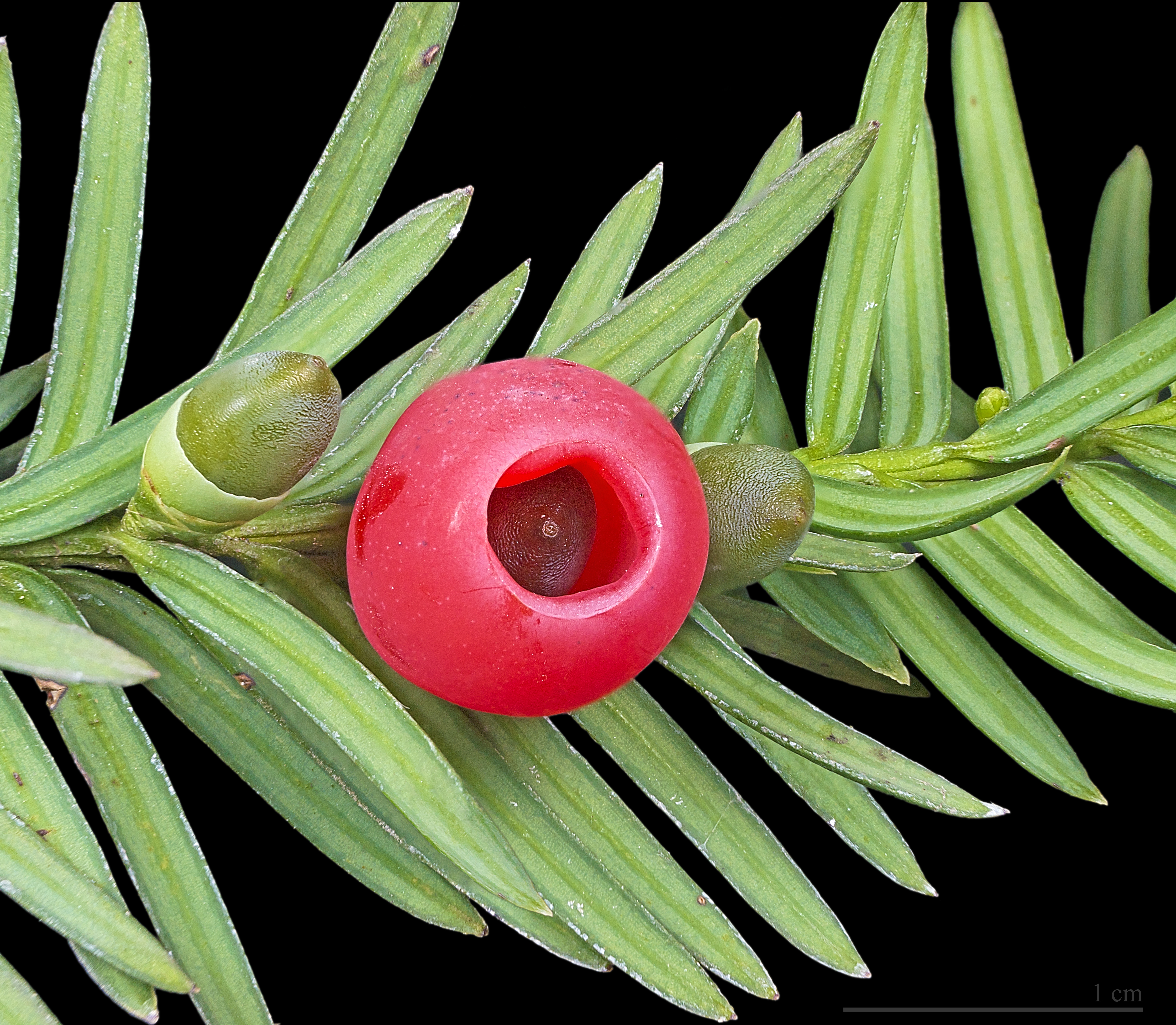
Les "baies" de teix són cons de coníferes femenines.

Els cons de llavors femenins d'algunes coníferes tenen escates carnoses i fusionades, que els donen un aspecte semblant a una baia. Les « baies » de ginebre (família Cupressaceae), en particular les de Juniperus communis, s'utilitzen per aromatitzar la ginebra. Els cons de llavors de les espècies de les famílies Podocarpaceae i Taxaceae tenen un color brillant quan estan completament desenvolupats, augmentant la semblança amb les baies veritables. Les "baies" dels teixos (espècies Taxus ) consisteixen en un con de llavor femení amb el qual desenvolupa un arill vermell carnós que tanca parcialment la llavor verinosa.

## Història de la terminologia
La paraula llatina baca o bacca (plural baccae ) s'utilitzava originàriament per a "qualsevol fruita rodona petita". Andrea Caesalpinus (1519–1603) va classificar les plantes en arbres i herbes, dividint-les encara més per les propietats de les seves flors i fruits. No va fer la distinció moderna entre "fruites" i "llavors", anomenant estructures dures com la semina de fruits secs. o llavors. Un fruit carnós s'anomenava pericarpium . Per Caesalpinus, un autèntic bacca o baia era un pericarpium derivat d'una flor amb un ovari superior; una derivada d'una flor amb un ovari inferior s'anomenava pomum.
El 1751, Carl Linnaeus va escriure Philosophia Botanica, considerat com el primer llibre de text de botànica sistemàtica descriptiva. Va utilitzar vuit termes diferents per a les fruites, un dels quals era bacca o baia, distingida d'altres tipus de fruites com drupa (drupa) i pomum (pom). Una bacca es va definir com " pericarpium farctum evalve, semina ceteroquin nuda continens ", que significa "pericarpi sòlid sense valves, que conté llavors nues". L'adjectiu " farctus ". " aquí té el sentit de "sòlid amb teixit més tou que l'exterior; farcit". Una baia o bacca es distingia d'una drupa i d'una poma, ambdós també tenien un pericarpi sòlid sense valves; una drupa també contenia una nou (nux ) i un pome una càpsula (capsula ), en lloc de les llavors nues de la baia. L'ús de bacca per part de Linné i pomum Per tant, era significativament diferent de la de Caesalpinus. Els botànics continuen diferint sobre com s'ha de classificar la fruita.
Joseph Gaertner va publicar una obra en dos volums, De Fructibus et Seminibus Plantarum (sobre els fruits i les llavors de les plantes) entre 1788 i 1792. A més dels vuit mandats de Linné, en va presentar set més, inclòs pepo per als fruits semblants a baies de les cucurbitàcies. Un pepo es va distingir per ser una baia carnosa amb les llavors allunyades de l'eix, i tan a prop de la paret del fruit (és a dir, per tenir " placentación parietal " en terminologia moderna). Nicaise Auguste Desvaux el 1813 va utilitzar els termes hesperidium i amphisarca com a subdivisions addicionals de baies. Un hesperidium, anomenat per altres bacca corticata (baia amb escorça), tenia compartiments interns separats (" loges " en l'original francès) i un epicarpi o pell membranós separable. Una amfisarca es descrivia com a llenyosa per fora i carnosa per dins."Hesperidium" segueix sent d'ús general, però "amphisarca" s'utilitza rarament.
Encara no hi ha un sistema de classificació de fruites acceptat de manera universal, i continua existint "confusió sobre la classificació dels tipus de fruites i les definicions que es donen als termes de fruita".

## Evolució i significació filogenètica
Per definició, les baies tenen un pericarpi carnós i indehiscent, a diferència d'un pericarpi sec i dehiscent. Els fòssils mostren que les plantes amb flor primerenca tenien fruits secs; Els fruits carnosos, com les baies o les drupes, van aparèixer només cap al final del període Cretaci o l'inici del període Paleogen, fa uns 66 milions d'anys . La creixent importància de la dispersió de llavors per vertebrats fruiters, tant mamífers com ocells, pot haver impulsat l'evolució dels fruits carnosos. Alternativament, la direcció causal pot ser al revés. Els fruits carnosos grans s'associen amb hàbitats humits amb copes d'arbres tancades, on la dispersió del vent dels fruits secs és menys efectiva. Aquests hàbitats eren cada cop més comuns al Paleogen i el canvi associat en el tipus de fruita podria haver conduït a l'evolució de l'alimentació de fruita en mamífers i aus.
S'ha considerat que el tipus de fruit és un caràcter útil en la classificació i en la comprensió de la filogènia de les plantes. L'evolució dels fruits amb un pericarpi semblant a baia s'ha estudiat en una àmplia gamma de famílies de plantes amb flors. S'han demostrat regularment transicions repetides entre pericarps carnosos i secs. Una família ben estudiada és les Solanaceae, per la importància comercial de fruites com els tomàquets, els pebrots i les albergínies o albergínies. Les càpsules, que són fruits secs dehiscents, semblen ser la forma original del fruit en els primers membres divergents de la família. Aleshores, les baies han evolucionat almenys tres vegades: a Cestrum, Duboisia i a la subfamília Solanoideae. Estudis anatòmics i de desenvolupament detallats han demostrat que les baies de Cestrum i les de les Solanoideae són significativament diferents; per exemple, l'expansió del fruit durant el desenvolupament implica divisions cel·lulars al mesocarpi en baies Solanoideae, però no en baies Cestrum.
Quan es van estudiar fruits descrits com a baies de la família Melastomaceae, es va trobar que eren molt variables d'estructura, alguns eren tous amb un endocarpi que es va trencar aviat, altres tenien un endocarpi dur i persistent, fins i tot llenyós en algunes espècies. Per tant, els fruits classificats com a baies no són necessàriament homòlegs, ja que la part carnosa deriva de diferents parts de l'ovari i amb altres diferències estructurals i de desenvolupament. La presència o absència de baies no és una guia fiable per a la filogènia. De fet, el tipus de fruita en general ha demostrat ser una guia poc fiable per a les relacions amb les plantes amb flors.

## Usos

### Culinari

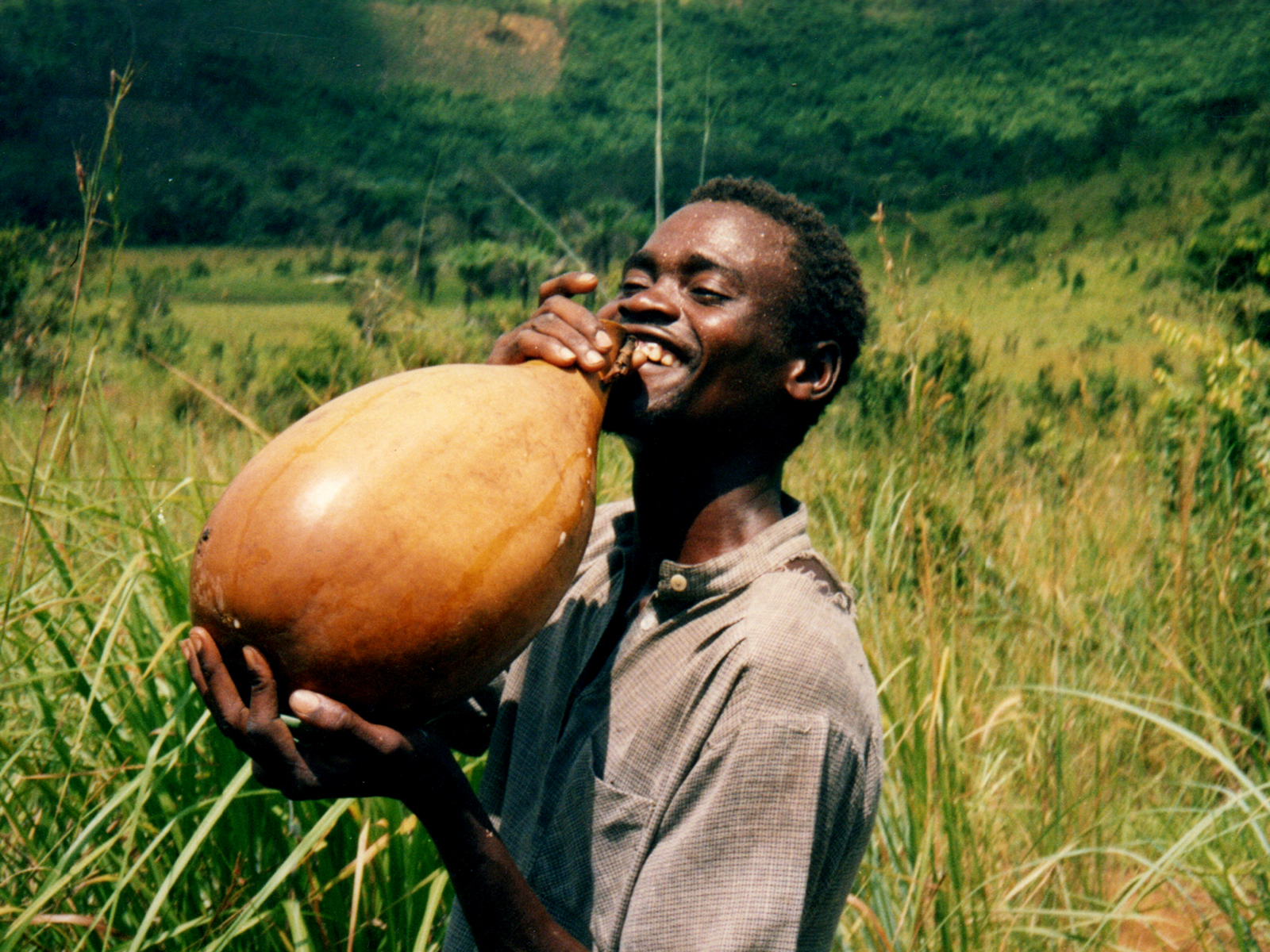
La carbassa d'ampolla o calabassa solia contenir vi de palma a la província de Bandundu, República Democràtica del Congo

Les baies, definides de manera vaga, han estat valuoses com a font d'aliment per als humans des d'abans de l'inici de l'agricultura, i es mantenen entre les fonts d'aliments primàries d'altres primats. Les baies definides botànicament amb usos culinaris inclouen:
- Baies en el sentit més estricte: incloent plàtans i plàtans, nabius, nabius, baies de cafè, groselles, groselles vermelles, negres i blanques, tomàquets, raïm i pebrots (fruites Capsicum )
- Hesperidia: cítrics, incloent taronges, llimones i llimes
- Pepos: cucurbitàcies, incloent carabasses, cogombres, melons i síndries

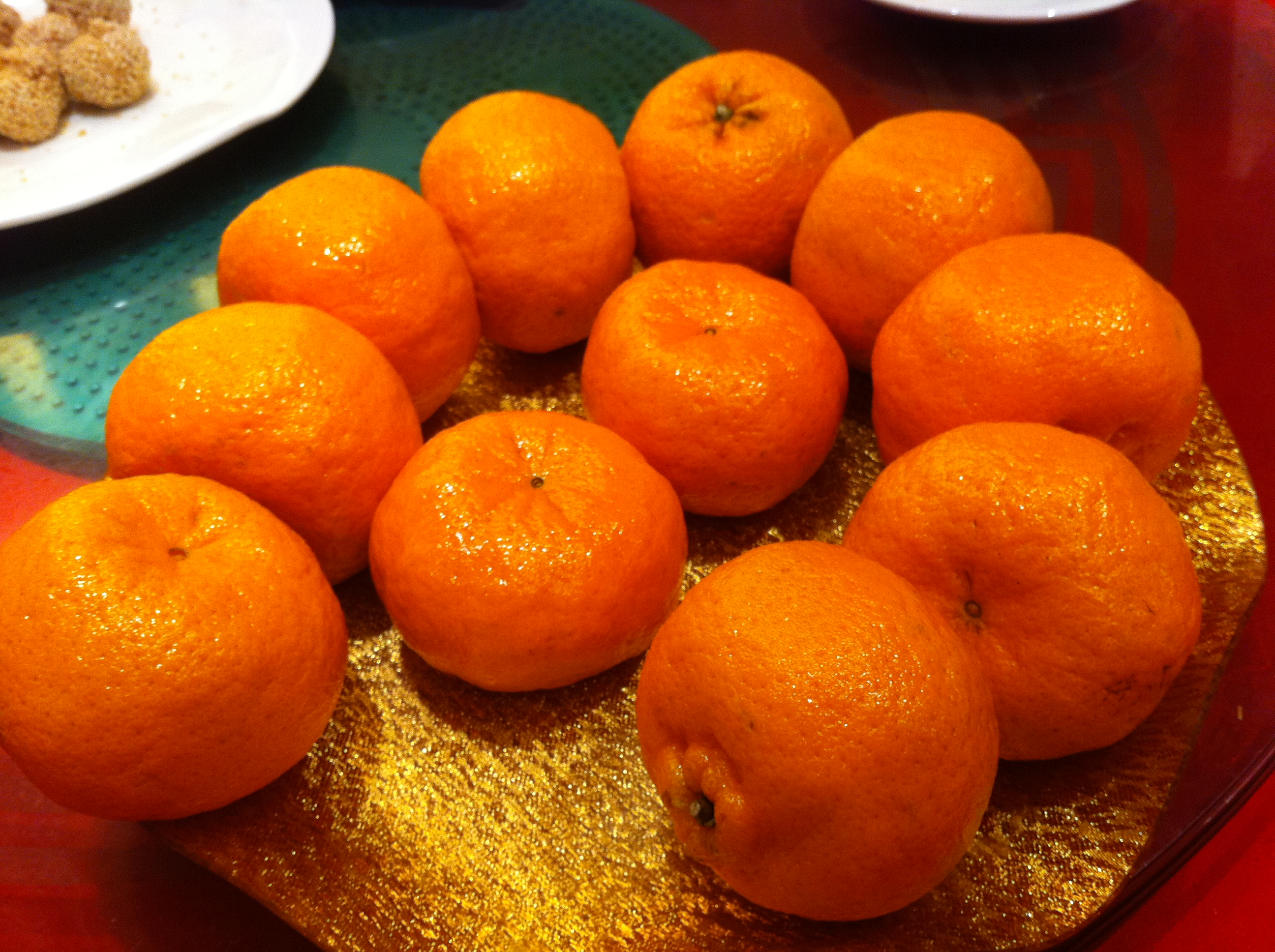
Les mandarines, aquí servides en un restaurant de Hong Kong, es troben entre els cítrics cultivats més antics.

Algunes baies tenen colors brillants, a causa dels pigments vegetals com les antocianes i altres flavonoides. Aquests pigments es localitzen principalment a la superfície exterior i les llavors. Aquests pigments tenen propietats antioxidants in vitro, però no hi ha proves fiables que tinguin antioxidants o qualsevol altra funció útil dins del cos humà. En conseqüència, no està permès afirmar que els aliments que contenen pigments vegetals tinguin valor antioxidant per a la salut a les etiquetes dels productes als Estats Units o Europa.

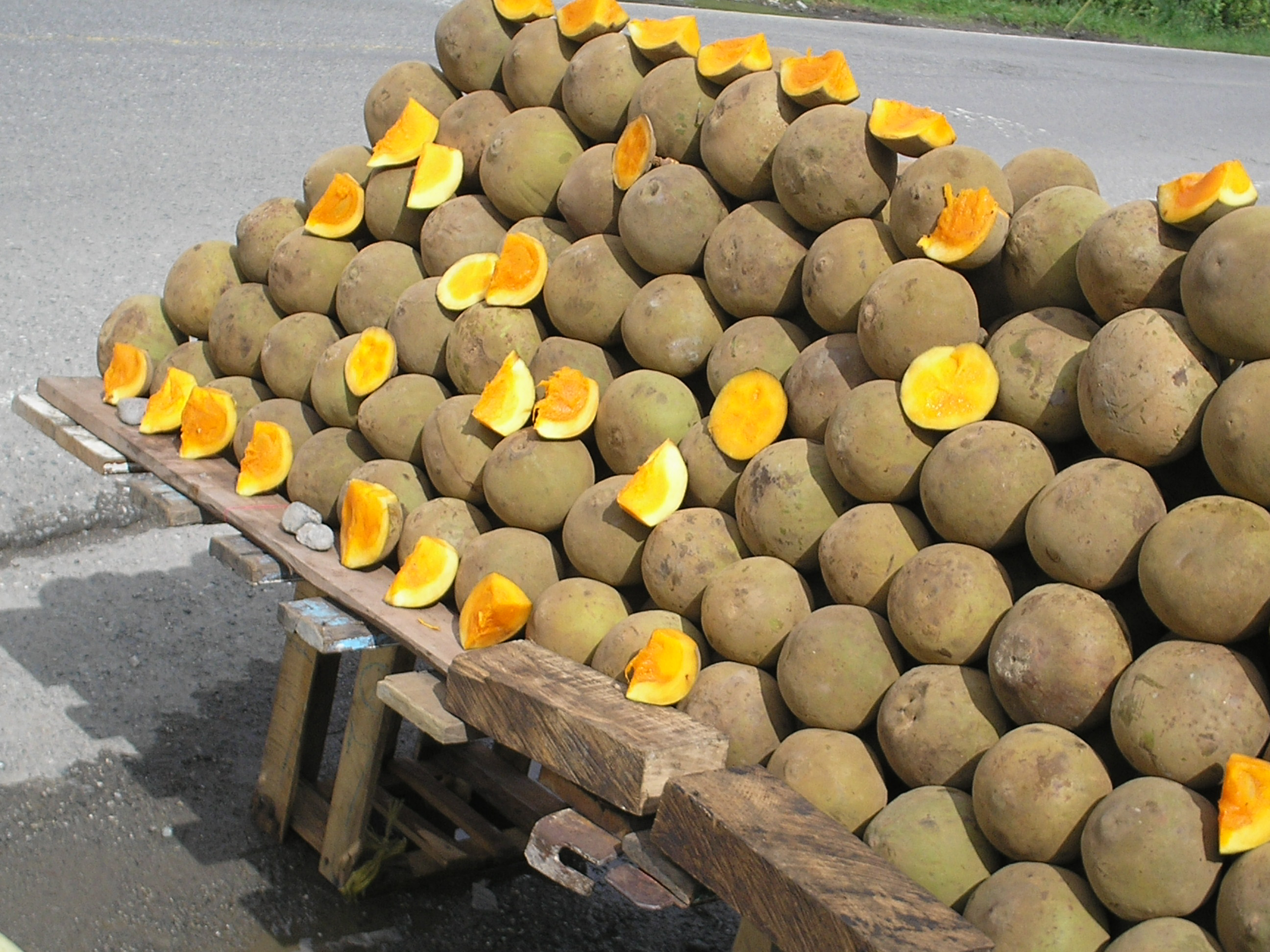
Un tipus de fruita de zapote exposada a la venda (Quararibea cordata)

Algunes espècies es preparen a partir de baies. El pebre de Jamaica s'elabora amb les baies seques de Pimenta dioica. Els fruits (baies) de diferents varietats de Capsicum annuum s'utilitzen per fer pebre vermell (lleugerament picant), pebre de bitxo (picant) i pebre de caiena (molt picant).

### Altres
Els pepos, caracteritzats per una escorça externa dura, també s'han utilitzat com a recipients eliminant la carn interior i les llavors i després assecant l'exocarpi restant. El nom anglès de Lagenaria siceraria, "bottle gourd", reflecteix el seu ús com a recipient líquid.
Algunes baies veritables també s'han utilitzat com a font de colorants. A Hawaii, aquests incloïen baies d'una espècie de Dianella, que s'utilitza per produir blau, i baies de la solanàcula negra (Solanum americanum ), que s'utilitza per produir verd.

### Història
Les baies de cucurbita o pepos, especialment de Cucurbita i Lagenaria, són les primeres plantes que es coneixen domesticades, abans de 9.000-10.000 BP a les Amèriques, i probablement entre 12.000 i 13.000 BP a Àsia. Els pebrots van ser domesticats a Mesoamèrica el 8.000 aC. Moltes altres primeres plantes cultivades també eren baies segons l'estricta definició botànica, incloent-hi el raïm, domesticada el 8.000 BP i se sap que s'havia utilitzat en la producció de vi el 6.000 BP.
Els plàtans es van domesticar per primera vegada a Papua Nova Guinea i el sud-est asiàtic. Les proves arqueològiques i paleoambientals al pantà de Kuk a la província de les Terres altes occidentals de Papua Nova Guinea suggereixen que el cultiu de plàtan allà es remunta a almenys 7.000 BP, i possiblement a 10.000 BP.
La història dels cítrics cultivats encara no està clara, tot i que algunes investigacions recents suggereixen un possible origen a Papuasia més que al sud-est asiàtic continental. Els documents xinesos mostren que les mandarines i els pomelos es van establir en cultiu allà al voltant de 4.200 BP.

## Producció comercial
Segons dades de FAOSTAT, l'any 2013 quatre dels cinc cultius de fruites més importants en termes de producció mundial en pes eren baies botàniques. L'altre era una poma (pomes). 
| Nom               | Milers de tones | Tipus de fruita  |
| ----------------- | --------------- | ---------------- |
| Plàtans i plàtans | 144.592         | Baia             |
| Cítrics †         | 135.761         | Baia (hesperidi) |
| Síndries          | 109.279         | Baia (pepo)      |
| Pomes             | 80.823          | Pome             |
| Raïms             | 77.181          | Baia             |

†Els cítrics inclouen, entre d'altres, taronges, llimones, llimes, aranja (inclosos pomelos), mandarines, mandarines, clementines i satsumas. Les taronges representen el 53% del total.
Segons FAOSTAT, l'any 2001, els plàtans (inclosos els plàtans) i els cítrics representaven més del 25% en valor de les fruites i verdures exportades del món, els cítrics eren més valuosos que els plàtans. Les quantitats de fruita d'exportació no són del tot comparables amb les de producció, ja que s'utilitzen categories lleugerament diferents. Les cinc principals exportacions de fruites en pes el 2012 es mostren a la taula següent. Els dos primers llocs els tornen a ocupar els plàtans i els cítrics. 
| Nom                | Milers de tones | Tipus de fruita  |
| ------------------ | --------------- | ---------------- |
| Plàtans i plàtans  | 19.725          | Baia             |
| Cítrics †          | 15.262          | Baia (hesperidi) |
| Pomes              | 8.271           | Pome             |
| Fruita preparada ‡ | 7.120           | –                |
| Raïms              | 4.051           | Baia             |

†Els cítrics inclouen taronges, llimones, llimes, aranja (inclosos pomelos), mandarines, mandarines, clementines i satsumas. Les taronges representen el 43% del total.

‡La fruita preparada aquí és "fruita, fruits secs i pela, inclosos els congelats, preparats o conservats, melmelada, pasta, melmelada, puré i fruites cuites, excepte les que s'indiquen per separat".

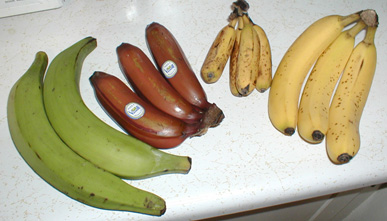
Quatre varietats de plàtan i plàtan

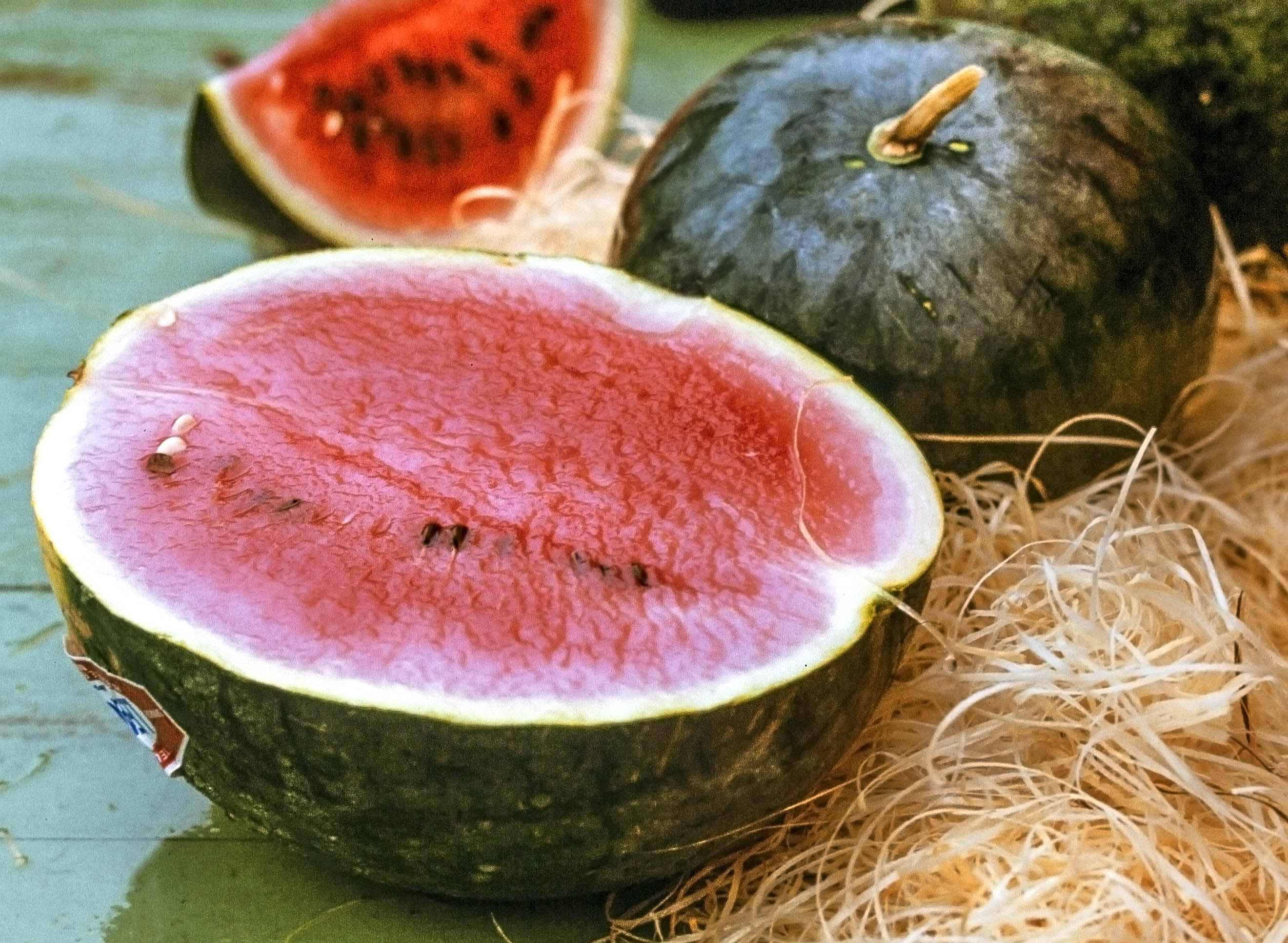
Síndria

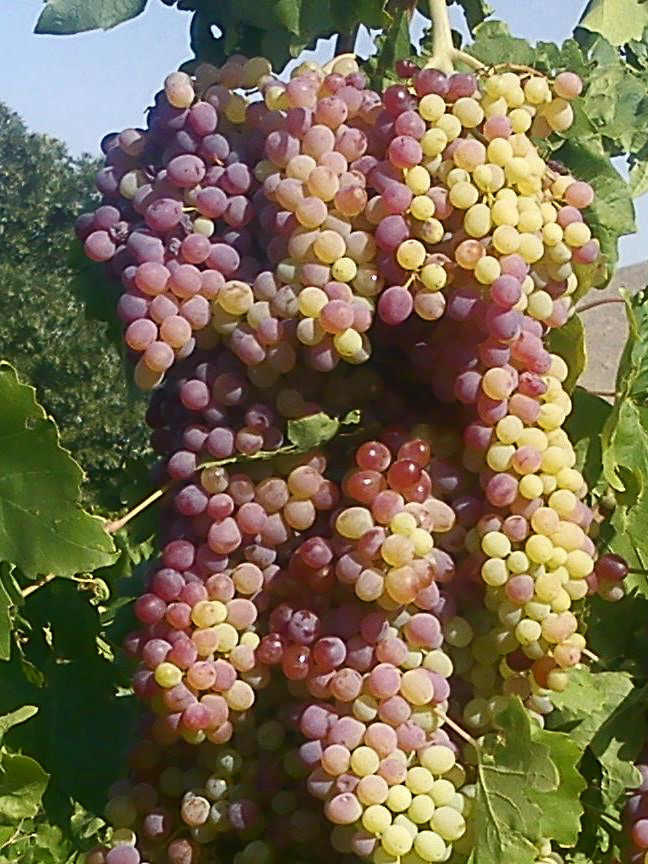
Raïms

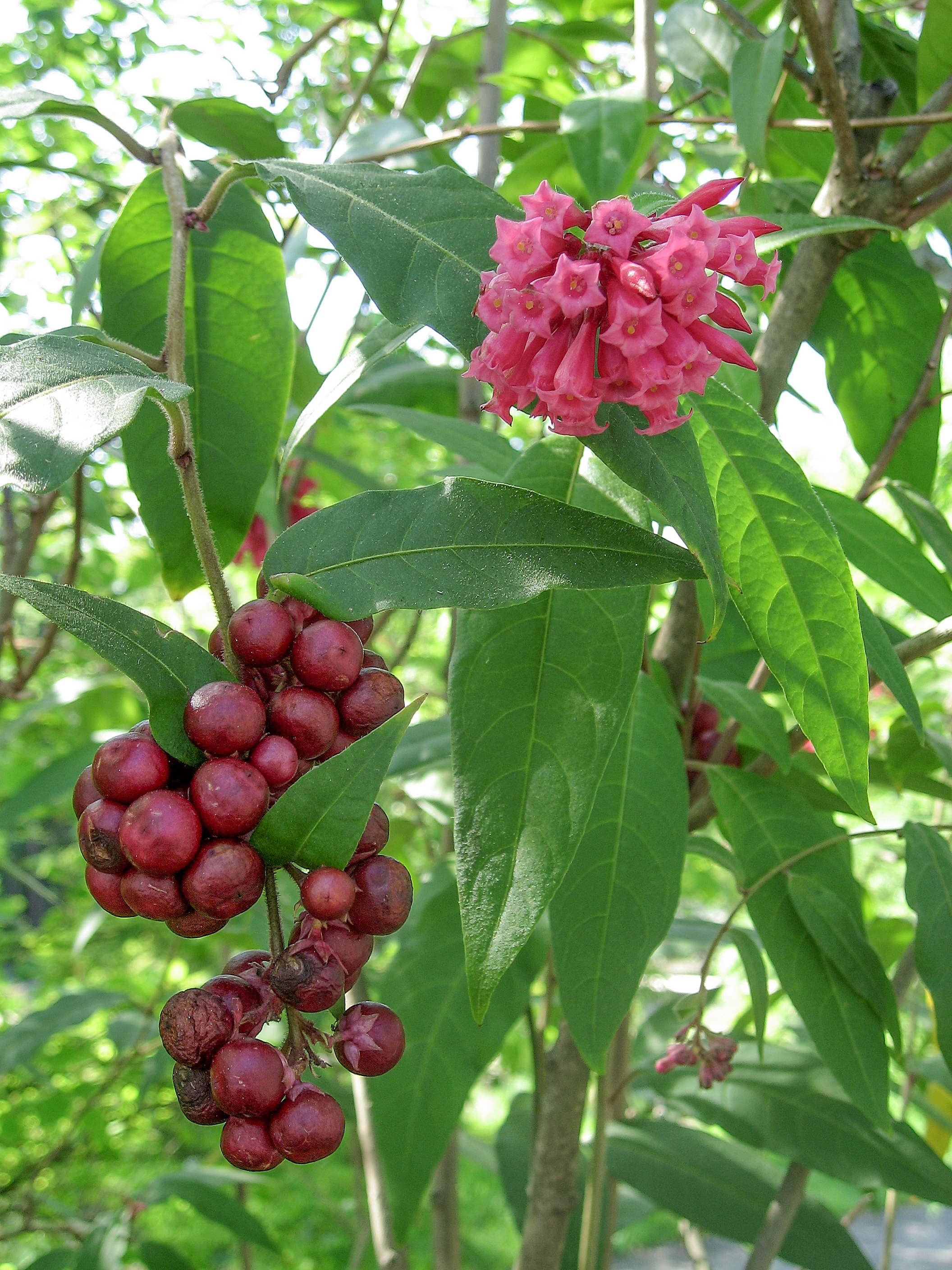
Flors i baies de Cestrum tomentosum

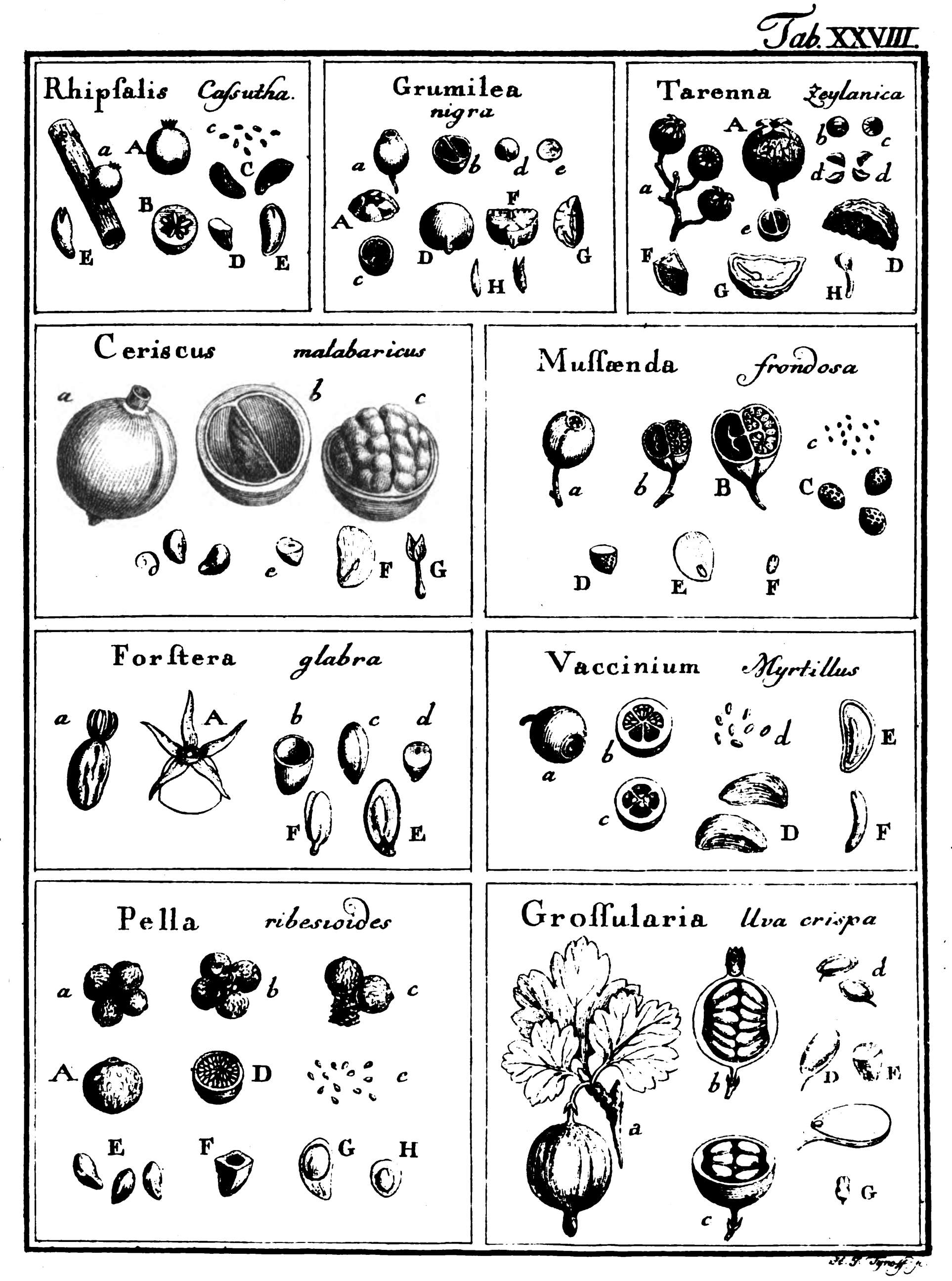
Alguns fruits classificats com a bacca (baies) per Gaertner (De Fructibus et Seminibus Plantarum, Tab. 28)

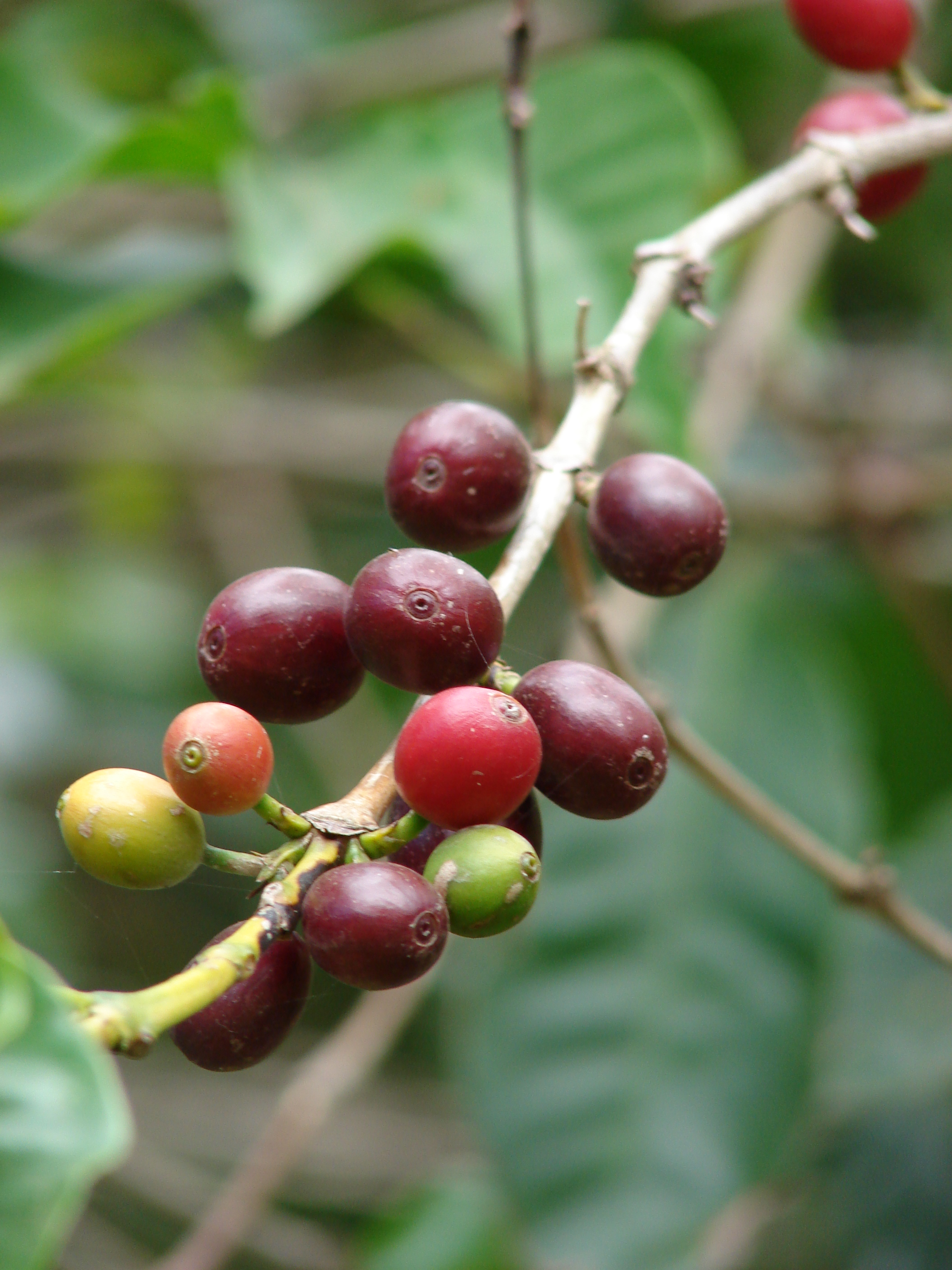
Cireres de cafè (Coffea arabica): descrites com a drupes o baies

Esquema d'una baia de raïm, que mostra el pericarpi i les seves capes